# 압시사우루스

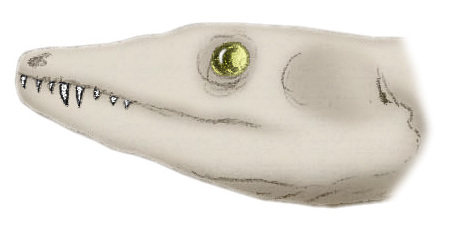

압시사우루스(학명:Apsisaurus witteri)는 도마뱀목 바라놉스과에 속하는 도마뱀이다. 지금은 멸종된 종으로서 전체적인 몸길이가 1~2m인 중형의 몸집을 가진 도마뱀이다.

## 특징
압시사우루스는 미국 텍사스 출신의 시스컬리안 바라놉스과 단궁류의 멸종된 속이다. 1991년에 미셸 로린에 의해 처음 이름이 붙여졌으며 종류는 압시사우루스 위테리이다. 압시사우루스 위테리는 불완전한 두개골과 하악골을 포함하여 3차원적으로 보존된 부분 골격인 홀형 MCZ 1474에서 알려져 있다.아르케리아의 두개골 지붕은 또한 두개골 후 골격과 연결된다. 그것은 에알리 페미안 시대까지 거슬러 올라가는 위치타 그룹의 아처 시티 형성으로부터 아처 시티 본베드 1 사이트에 정밀하게 수집되었다. 압시사우루스는 이전에 "여수치안" 디옵시드로 지정되었다. 2010년에 로버트 R에 의해 다시 추방되었다. 그들의 혈전생학적 분석 결과에 따르면 그것은 기저귀 바라노피드 시냅시드인 것으로 밝혀졌다. 압시사우루스는 비교적 큰머리와 함께 생존했던 당시엔 노란색의 눈과 회색의 몸을 가졌을 것으로 추정되는 종이며 눈 뒤에 귀의 역할을 하는 기관이 발달되어 있는 특징을 가지고 있다. 이빨은 윗턱과 아래턱의 양턱에 톱니 모양의 날카로운 이빨을 가지고 있으며 특히 윗턱의 이빨이 더욱 날카롭고 큰 특징을 가진다. 먹이로는 당대에 서식했던 곤충, 절지동물, 양서류를 주로 잡아먹고 살았을 육식성의 포식자로 추정되는 종이다.

## 생존시기와 서식지와 화석의 발견
압시사우루스가 생존했었던 시기는 고생대의 페름기로서 지금으로부터 2억 9000만년전~2억 4500만년전에 생존했었던 종이다. 생존했었던 시기에는 북아메리카를 중심으로 하여 당시에 존재하였던 초원 및 산림 등에서 주로 서식했었던 도마뱀이다. 화석의 발견은 1991년에 북아메리카의 페름기에 형성된 지층에서 미국의 고생물학자인 미셸 로린에 의하여 처음으로 화석이 발견되어 새롭게 명명된 종이다.

## 같이 보기
- 파충류
- 고생대
- 페름기
- 도마뱀
- 화석